# Rainer Weiss
Rainer (Rai) Weiss (sinh 29 tháng 9 năm 1932) là giáo sư vật lý danh dự tại Học viện Công nghệ Massachusetts. Ông được biết đến là người đã phát minh ra thiết bị thăm dò sóng hấp dẫn bằng kỹ thuật giao thoa laser mà nó là cơ sở hoạt động của các trạm đo lường sóng hấp dẫn bằng giao thoa kế như LIGO, GEO600 hoặc VIRGO. Rainer Weiss là chủ tịch Nhóm Nghiên cứu Khoa học của dự án COBE.
Ông được trao giải Nobel Vật lý năm 2017 cùng với Kip Thorne và Barry Barish "cho những đóng góp quyết định của họ đối với LIGO và quan sát sóng hấp dẫn".

## Giáo dục và công tác
Rainer Weiss sinh ngày 29 tháng 9 năm 1932 tại Berlin, Đức. Để tránh khỏi cuộc khủng hoảng kinh tế, gia đình ông ban đầu chuyển đến Praha vào cuối năm 1932, và sau đó đến Hoa Kỳ vào năm 1938; thời niên thiếu ông ở thành phố New York, nơi ông học trường tiểu học Columbia. Ông học đại học tại MIT, nhận bằng cử nhân vật lý năm 1955 và bằng tiến sĩ năm 1962 dưới sự hướng dẫn của Jerrold Zacharias tại đây. Ông giảng dạy tại Đại học Tufts trong các năm 1960–62, là người nghiên cứu hậu tiến sĩ tại Đại học Princeton giai đoạn 1962–64, và sau đó được nhận vào MIT năm 1964.

## Các nghiên cứu
Rainer Weiss đã đóng góp vào hai lĩnh vực nghiên cứu vật lý cơ bản từ lúc khai sinh cho tới khi hình thành hai ngành lớn: nghiên cứu các đặc trưng của bức xạ phông vi sóng vũ trụ, và đo lường trực tiếp sóng hấp dẫn bằng phương pháp giao thoa.
Ông đã thực hiện các phép đo tiên phong về bức xạ nền vi sóng vũ trụ, rồi sau đó là người đồng sáng lập và chủ tịch ủy ban tư vấn khoa học của dự án tàu thăm dò vi sóng COBE của NASA. Năm 2006, cùng với John C. Mather, ông và đội COBE đã nhận Giải Gruber về Vũ trụ học.
Weiss là người đã phát minh ra phương pháp giao thoa kế laser để đo lường trực tiếp sóng hấp dẫn, và là người đồng sáng lập ra đài quan trắc sóng hấp dẫn LIGO, một dự án do Quỹ Khoa học Quốc gia (NSF) tài trợ. Những nỗ lực đầy thử thách trong khoa học thực nghiệm này là nhằm thu được hiểu biết quan trọng về vật lý ở phạm vi trường hấp dẫn cực mạnh trong Vũ trụ. Năm 2007, cùng với Ronald Drever, ông được trao Giải Einstein cho những đóng góp về đo lường sóng hấp dẫn.
Ngày 11 tháng 2 năm 2016, ông là một trong số những nhà khoa học của Nhóm Hợp tác Khoa học LIGO diễn giải trong buổi công bố là Nhóm Hợp tác Khoa học LIGO đã phát hiện và đo lường trực tiếp được sóng hấp dẫn mà hai trạm quan trắc LIGO đã thu được vào ngày 14 tháng 9 năm 2015. Sau sự kiện này, ông cùng với Ronald Drever và Kip Thorne đã nhận các giải thưởng giải Đột phá trong Vật lý cơ bản, giải Gruber về Vũ trụ học và giải Shaw.

## Một số bài báo công bố
- R. Weiss, H.H. Stroke, V. Jaccarino and D.S. Edmonds (1957). "Magnetic Moments and Hyperfine Structure Anomalies of Cs133, Cs135 and Cs137". Phys. Rev. Quyển 105 số 2. tr. 590. Bibcode:1957PhRv..105..590S. doi:10.1103/PhysRev.105.590.{{Chú thích tạp chí}}:  Quản lý CS1: nhiều tên: danh sách tác giả (liên kết)
- R. Weiss (1961). "Molecular Beam Electron Bombardment Detector". Rev. Sci. Instr. Quyển 32 số 4. tr. 397. Bibcode:1961RScI...32..397W. doi:10.1063/1.1717386.
- R. Weiss and L. Grodzins (1962). "A Search for a Frequency Shift of 14.4 keV Photons on Traversing Radiation Fields". Physics Letters. Quyển 1 số 8. tr. 342. Bibcode:1962PhL.....1..342W. doi:10.1016/0031-9163(62)90420-1.
- Weiss, Rainer (1963). "Stark Effect and Hyperfine Structure of Hydrogen Fluoride". Phys. Rev. Quyển 131 số 2. tr. 659. Bibcode:1963PhRv..131..659W. doi:10.1103/PhysRev.131.659.
- R. Weiss and B. Block (1965). "A Gravimeter to Monitor the OSO Dilational Model of the Earth". J. Geophy. Res. Quyển 70 số 22. tr. 5615. Bibcode:1965JGR....70.5615W. doi:10.1029/JZ070i022p05615.
- R. Weiss and G. Blum (1967). "Experimental Test of the Freundlich Red-Shift Hypothesis". Phys. Rev. Quyển 155 số 5. tr. 1412. Bibcode:1967PhRv..155.1412B. doi:10.1103/PhysRev.155.1412.
- R. Weiss (1967). "Electric and Magnetic Field Probes". Amer. J. Phys. Quyển 35 số 11. tr. 1047. Bibcode:1967AmJPh..35.1047W. doi:10.1119/1.1973723.
- R.Weiss and S. Ezekiel (1968). "Laser-Induced Fluorescence in a Molecular Beam of Iodine". Phys. Rev. Lett. Quyển 20 số 3. tr. 91. Bibcode:1968PhRvL..20...91E. doi:10.1103/PhysRevLett.20.91.
- R. Weiss and D. Muehlner (1970). "A Measurement of the Isotropic Background Radiation in the Far Infrared". Phys. Rev. Lett. Quyển 24 số 13. tr. 742. Bibcode:1970PhRvL..24..742M. doi:10.1103/PhysRevLett.24.742.
- R. Weiss (1972). "Electromagetically Coupled Broadband Gravitational Antenna". Quarterly Progress Report, Research Laboratory of Electronics, MIT. Quyển 105. tr. 54.
- R. Weiss and D. Muehlner (1973). "Balloon Measurements of the Far Infrared Background Radiation". Phys. Rev. D. Quyển 7 số 2. tr. 326. Bibcode:1973PhRvD...7..326M. doi:10.1103/PhysRevD.7.326.
- R. Weiss and D. Muehlner (1973). "Further Measurements of the Submillimeter Background at Balloon Altitude". Phys. Rev. Lett. Quyển 30 số 16. tr. 757. Bibcode:1973PhRvL..30..757M. doi:10.1103/PhysRevLett.30.757.
- R. Weiss and D.K. Owens (1974). "Measurements of the Phase Fluctuations on a He-Ne Zeeman Laser". Rev. Sci. Inst. Quyển 45 số 9. tr. 1060. doi:10.1063/1.1686809.
- R. Weiss, D.K. Owens and D. Muehlner (1979). "A Large Beam Sky Survey at Millimeter and Submillimeter Wavelengths Made from Balloon Altitudes". Astrophysical Journal. Quyển 231. tr. 702. Bibcode:1979ApJ...231..702O. doi:10.1086/157235.
- R. Weiss, P.M. Downey, F.J. Bachner, J.P. Donnelly, W.T. Lindley, R.W. Mountain and D.J. Silversmith (1980). "Monolithic Silicon Bolometers". Journal of Infrared and Millimeter Waves. Quyển 1.{{Chú thích tạp chí}}:  Quản lý CS1: nhiều tên: danh sách tác giả (liên kết)
- R. Weiss (1980). "Measurements of the Cosmic Background Radiation". Annual Review of Astronomy and Astrophysics. Quyển 18. tr. 489. Bibcode:1980ARA&A..18..489W. doi:10.1146/annurev.aa.18.090180.002421.
- R. Weiss (1980). "The COBE Project". Physica Scripta. Quyển 21 số 5. tr. 670. Bibcode:1980PhyS...21..670W. doi:10.1088/0031-8949/21/5/016.
- R. Weiss, S.S. Meyer and A.D. Jeffries (1983). "A Search for the Sunyaev-Zel'dovich Effect at Millimeter Wavelengths". Ap. J. Let. Quyển 271. tr. L1. Bibcode:1983ApJ...271L...1M. doi:10.1086/184080.
- R. Weiss, M. Halpern, R. Benford, S. Meyer and D. Muehlner (1988). "Measurements of the Anisotropy of the Cosmic Background Radiation and Diffuse Galactic Emission at Millimeter and Submillimeter Wavelengths". Ap. J. Quyển 332. tr. 596. Bibcode:1988ApJ...332..596H. doi:10.1086/166679.{{Chú thích tạp chí}}:  Quản lý CS1: nhiều tên: danh sách tác giả (liên kết)
- R. Weiss, J.C. Mather, E.S. Cheng, R.E. Eplee Jr., R.B. Isaacman, S.S. Meyer, R.A. Shafer, E.L. Wright, C.L. Bennett, N.W. Boggess, E. Dwek, S. Gulkis, M.G. Hauser, M. Janssen, T. Kelsall, P.M. Lubin, S.H. Moseley Jr., T.L. Murdock, R.F. Silverberg, G.F. Smoot and D.T. Wilkinson (1990). "A Preliminary Measurement of the Cosmic Microwave Background Spectrum by the Cosmic Background Explorer (COBE) Satellite". Ap. J. Quyển 354. tr. L37. Bibcode:1990ApJ...354L..37M. doi:10.1086/185717.{{Chú thích tạp chí}}:  Quản lý CS1: nhiều tên: danh sách tác giả (liên kết)
- R. Weiss, G. Smoot, C. Bennett, R. Weber, J. Maruschak, R. Ratliff, M. Janssen, J. Chitwood, L. Hilliard, M. Lecha, R. Mills, R. Patschke, C. Richards, C. Backus, J. Mather, M. Hauser, D. Wilkenson, S. Gulkis, N. Boggess, E. Cheng, T. Kelsall, P. Lubin, S. Meyer, H. Moseley, T. Murdock, R. Shafer, R. Silverberg and E. Wright (1990). "COBE Differential Microwave Radiometers: Instrument Design and Implementation". Ap. J. Quyển 360. tr. 685. Bibcode:1990ApJ...360..685S. doi:10.1086/169154.{{Chú thích tạp chí}}:  Quản lý CS1: nhiều tên: danh sách tác giả (liên kết)
- R. Weiss (1990). "Interferometric Gravitational Wave Detectors". Trong N. Ashby, D. Bartlett and W. Wyss (biên tập). Proceedings of the Twelfth International Conference on General Relativity and Gravitation. Cambridge University Press. tr. 331.
- R. Weiss, D. Shoemaker, P. Fritschel, J. Glaime and N. Christensen (1991). "Prototype Michelson Interferometer with Fabry-Perot Cavities". Applied Optics. Quyển 30 số 22. tr. 3133–8. Bibcode:1991ApOpt..30.3133S. doi:10.1364/AO.30.003133. PMID 20706365.{{Chú thích tạp chí}}:  Quản lý CS1: nhiều tên: danh sách tác giả (liên kết)